# Pastoor van Arskerk (Geleen)
De Pastoor van Arskerk is de parochiekerk voor de Geleense wijk Geleen-Zuid, gelegen aan Lienaertsstraat 138.

## Geschiedenis
Geleen-Zuid werd in de jaren 60 van de 20e eeuw gebouwd. Ook kwam hier het Sint-Barbaraziekenhuis tot stand. In 1963 werd een nieuwe parochie gesticht. Echter, in 1965 werd de mijnsluiting aangekondigd. Hierdoor werden ook de Geleense uitbreidingsplannen vertraagd. Aanvankelijke plannen voor een zeer grote kerk met 800 zitplaatsen gingen dan ook niet door. Uiteindelijk werd in 1971 een kleinere kerk gebouwd naar ontwerp van L.P.H. Keulers.

## Gebouw
Het betreft een doosvormige bakstenen zaalkerk met plat dak op rechthoekige plattegrond, sober ingericht. Men treedt binnen onder een stalen luifel.